# Cefas Endeavour
Die Cefas Endeavour ist ein britisches Forschungsschiff des Centre for Environment, Fisheries & Aquaculture Science (Cefas). Bereedert wird das Schiff von AW Ship Management. Das Schiff wird überwiegend in den Gewässern rund um die Britischen Inseln in der Nordsee, dem Ärmelkanal und der Irischen See für die Fischereiforschung sowie meereskundliche Forschungen und Vermessungen eingesetzt.

## Geschichte
Das Schiff wurde unter der Baunummer 712 bei Ferguson Shipbuilders in Port Glasgow gebaut. Die Kiellegung fand am 15. Juni 2001, der Stapellauf am 14. August 2002 statt. Die Fertigstellung erfolgte am 28. März 2003. Das Schiff wurde im April 2003 in Dienst gestellt.

## Technische Daten und Ausstattung
Der Antrieb des Schiffes erfolgt dieselelektrisch durch zwei Ansaldo-Elektromotoren mit jeweils 1.150 kW Leistung, die auf einen Festpropeller wirken. Die Stromversorgung an Bord erfolgt durch drei Generatorsätze. Die Generatoren werden von drei Wärtsilä-Dieselmotoren (Typ: 6L20) mit jeweils 1.000 kW Leistung angetrieben. Weiterhin wurde ein Cummins-Dieselmotor für den Antrieb des Hafengenerators verbaut. Die Scheinleistung des Generators beträgt 250 kVA.
Als Bugstrahlruder steht ein um 360 Grad steuerbarer Wasserstrahlantrieb mit 820 kW Leistung zur Verfügung. Darüber hinaus verfügt das Schiff über ein 380 kW starkes Heckstrahlruder mit Propeller. Das Schiff ist mit einem System zur dynamischen Positionierung ausgestattet.
Am Heck des Schiffes befindet sich ein schwenkbarer Heckgalgen, der 25 t heben kann. Ein weiteres schwenkbares Hebewerkzeug mit 7,5 t Kapazität befindet sich auf der Steuerbordseite hinter den Decksaufbauten. Darüber hinaus ist das Schiff mit drei Kranen ausgestattet, die jeweils 35 t heben können, von denen sich einer im Vorschiffsbereich und zwei im Achterschiffsbereich befinden. Auf der Backbordseite werden hinter den Decksaufbauten zwei offene Arbeitsboote mitgeführt, die mithilfe entsprechender Davits ausgesetzt und wieder eingeholt werden können. Weiterhin ist das Schiff im Achterschiffsbereich mit verschiedenen Winden ausgestattet.
Das Schiff verfügt über sechs Decks. An Bord befinden sich mehrere Laborräume, darunter ein Nass- und drei Trockenlabore. Auf dem 310 m² großen Arbeitsdeck hinter den Decksaufbauten sind Stellplätze für Container vorhanden, so dass je nach Einsatzzweck noch zusätzliche Labore in Form von Laborcontainern zur Verfügung stehen können. Das Schiff ist mit verschiedenen Echolot- und Sonaranlagen ausgestattet und für den Einsatz von ROV ausgerüstet.
Der Rumpf des Schiffes ist eisverstärkt (Eisklasse 1D). An Bord ist Platz für 35 Personen, 17 Besatzungsmitglieder und 18 Wissenschaftler. Für die Wissenschaftler stehen 14 Einzelkabinen und zwei Doppelkabinen zur Verfügung. Das Schiff kann über 30 Tage auf See bleiben. Es erfüllt die Vorgaben des International Council for the Exploration of the Sea in Bezug auf das Emittieren von Unterwasserschall (ICES 209).